# بالم بارك (مليلية)
باركي دي لاس بالميراس هي حديقة حضرية تقع على مشارف مدينة مليلية، وهي مدينة إسبانية تتمتع بالحكم الذاتي في شمال أفريقيا. افتتحت عام 2010، وتشتهر بتنوع النباتات التي تضمها، فضلاً عن كونها مكانًا ترفيهيًا مهمًا لسكان المدينة. 

## تاريخ
دشنت الحديقة عام 2010، في إطار الجهود المبذولة لتحسين وتوسيع المساحات الخضراء بمليلية. وبنيت للحاجة إلى إنشاء مساحة ترفيهية على مشارف المدينة، وتعزيز تكامل الأنواع النباتية المختلفة، المحلية والاستوائية، التي تتكيف مع المناخ المحلي.
طوال مراحل تطويرها، صممت الحديقة لتكون مكانًا يسهل الوصول إليه للجميع، ويعزز الاستدامة والحفاظ على البيئة. وقد أصبحت منذ افتتاحها مكانا ترفيهيا يستعمله سكان مليلية وكذا الزوار. 

## وصف
تمتد حديقة النخيل على مشارف مدينة مليلية وتتميز بتنوع نباتاتها التي تضم مجموعة متنوعة من أشجار النخيل إلى جانب أنواع أخرى محلية واستوائية. يسعى تصميم الحديقة إلى توفير بيئة طبيعية ممتعة من الناحية الجمالية وعملية، مما يوفر مساحة كافية للاستجمام في الهواء الطلق.
تحتوي الحديقة على مساحات عشبية كبيرةومسارات للمشي ومقاعد للاستراحة ومناطق لعب للأطفال.